# Gefängnis Fresnes

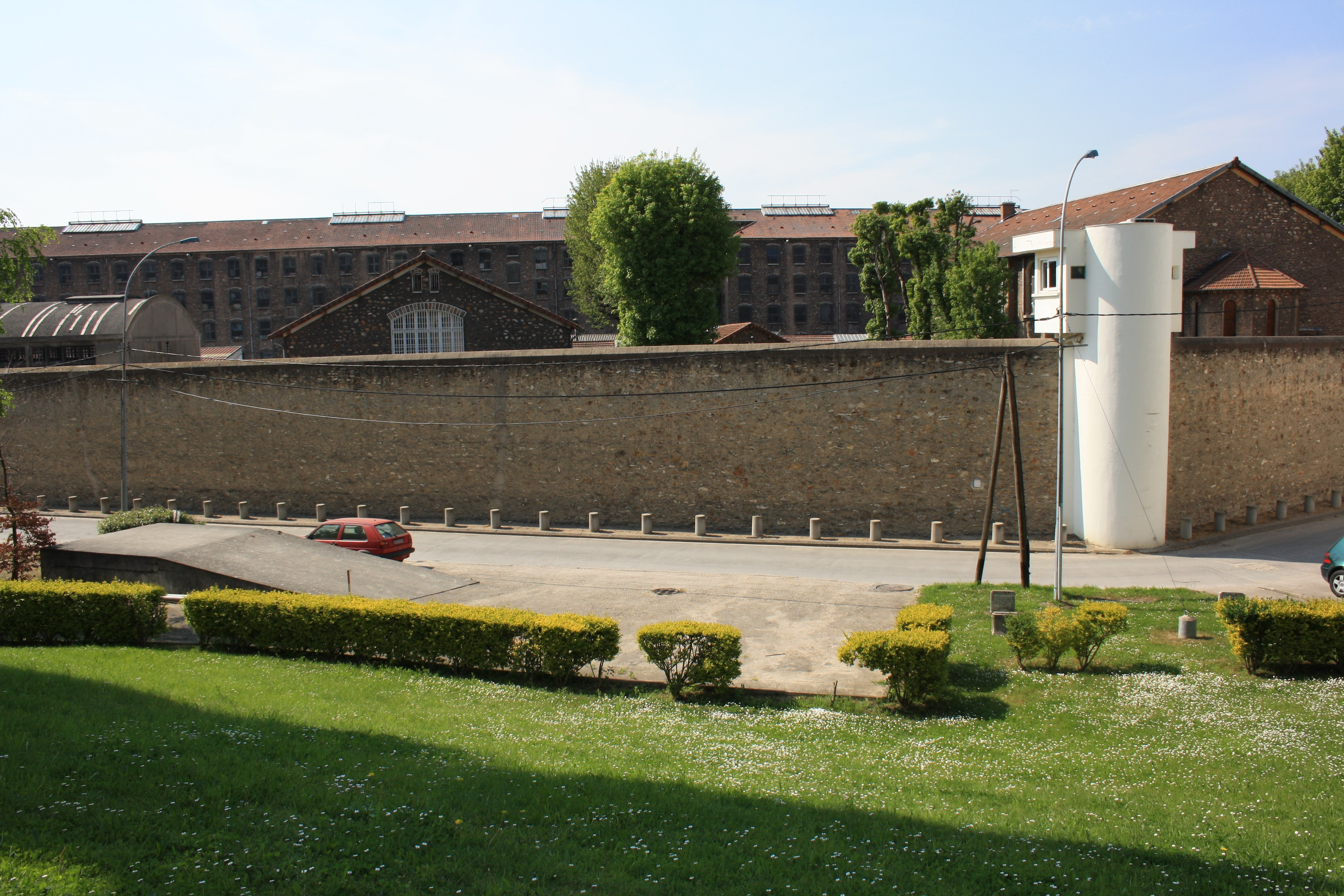
Gefängnis Fresnes

Das Gefängnis Fresnes ist ein Gefängniskomplex in Fresnes, Département Val-de-Marne, wenige Kilometer südlich der französischen Hauptstadt Paris. Die Anlage beherbergt ein Maison d’arrêt (Haftanstalt für Untersuchungshäftlinge und verurteilte Straftäter mit Haftdauern bis zwei Jahre) für Männer sowie eines für Frauen, zudem ein Gefängniskrankenhaus. Sie bietet heute Platz für 1651 Gefangene, ist jedoch wie die meisten Gefängnisse in Frankreich stark überbelegt. Die Anstalt ergänzt im Großraum Paris die Maisons d’arrêt in Fleury-Mérogis und La Santé im Pariser Stadtgebiet.

## Geschichte

### Entstehung

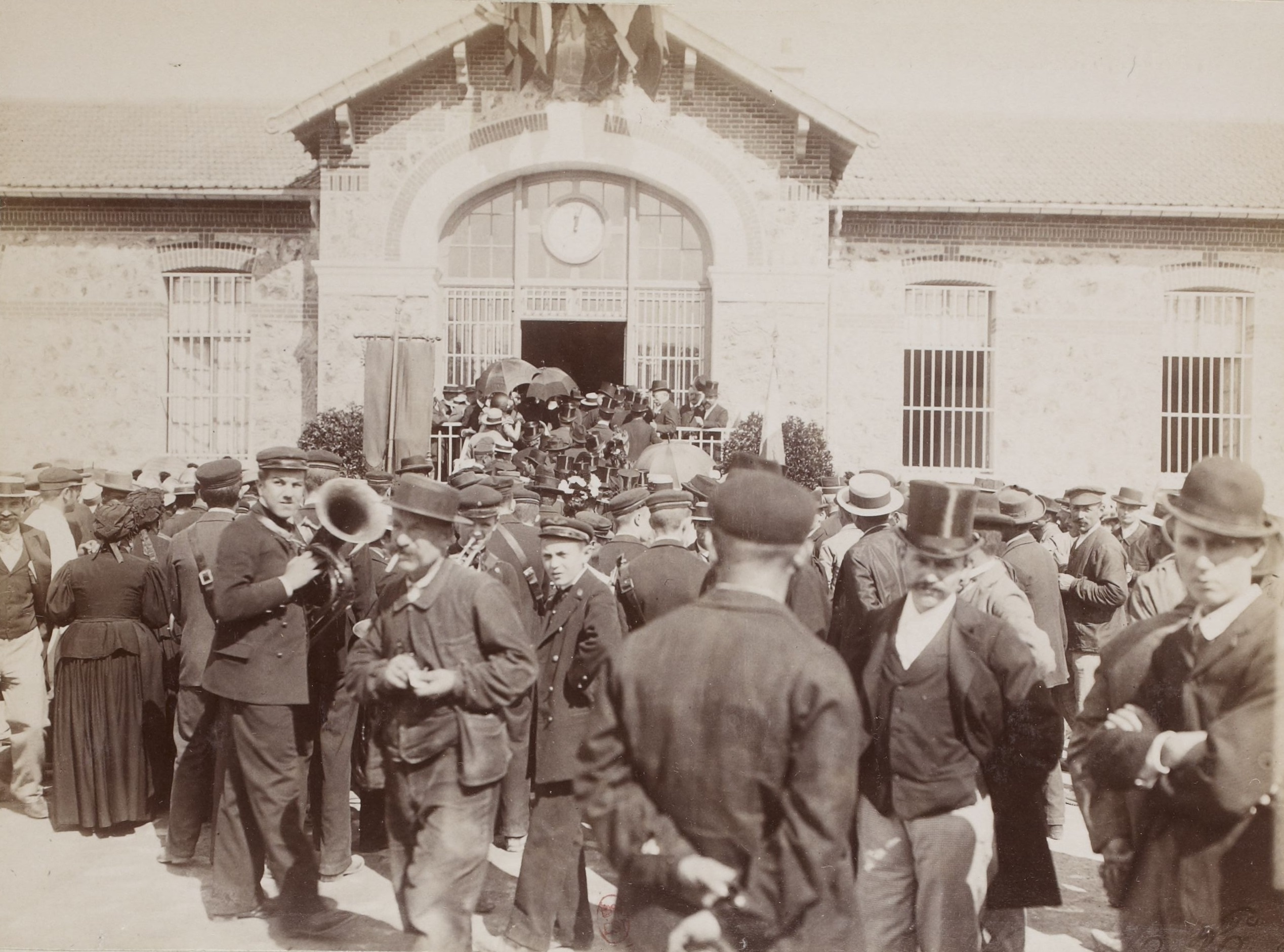
Eröffnung im Juli 1898

Das Gefängnis wurde in den Jahren 1894 bis 1898 von dem französischen Architekten Henri Poussin erbaut. Seine Architektur war neuartig und stellte einen Bruch mit der traditionellen Gefängnisarchitektur der zweiten Hälfte des 19. Jahrhunderts dar. Anstatt die Gebäudeflügel sternförmig anzuordnen, orientierte Poussin sie parallel zueinander zu beiden Seiten eines rechtwinklig dazu verlaufenden zentralen Teils.

### Zweiter Weltkrieg

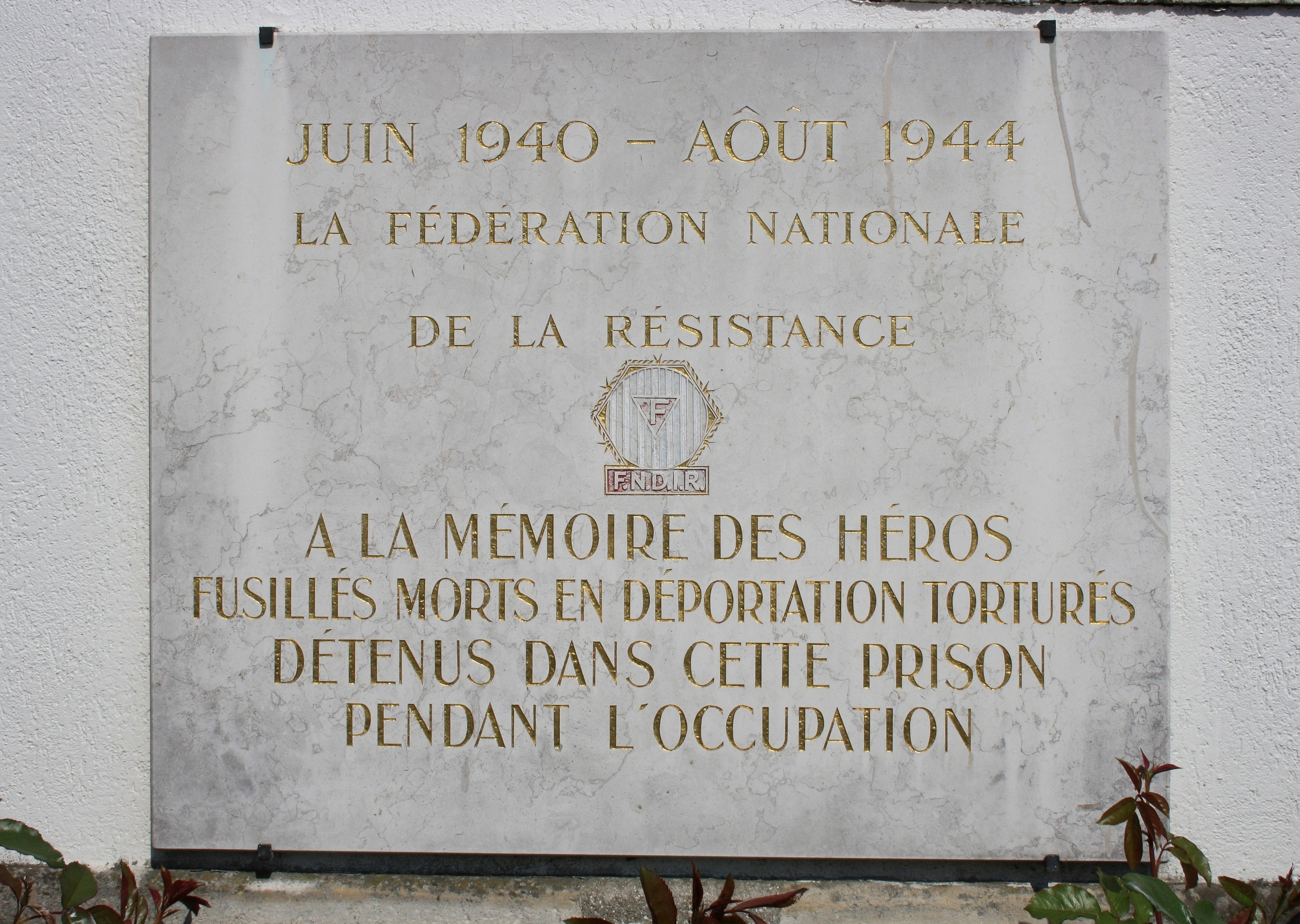
Gedenktafel für die in Fresnes inhaftierten Angehörigen der Résistance

Das Gefängnis erlangte besondere Bedeutung, als während der deutschen Besetzung Frankreichs während des Zweiten Weltkriegs unter dem Einfluss der Gestapo politische Gefangene dort festgehalten, gefoltert und/oder ermordet wurden.
Zu den Häftlingen in dieser Zeit gehörten Herschel Grynszpan, der 1938 ein Attentat auf einen deutschen Diplomaten in Paris verübt hatte, der sozialdemokratische deutsche Widerstandskämpfer Heinrich König, die belgisch-französische Widerstandskämpferin und Gerechte unter den Völkern Suzanne Spaak, der spätere Schriftsteller und Hochschullehrer Jacques Lusseyran, der Philosoph und Kämpfer der Résistance Valentin Feldman und der österreichische trotzkistische Politiker und Widerstandskämpfer Karl Fischer. Der Dichter Jean Genet war in dieser Zeit ebenso in Fresnes inhaftiert.

### Seit der Befreiung von Paris
Am Ende des Zweiten Weltkrieges war der frühere Ministerpräsident Pierre Laval im Gefängnis in Haft. Nach dem auf einen Strafprozess folgenden Todesurteil gegen ihn wurde er am 15. Oktober 1945 hier hingerichtet. Auch der Offizier Jean Bastien-Thiry, der ein Attentat auf Präsident Charles de Gaulle geplant und ausgeführt hatte, kam nach Fresnes. René Bousquet, unter dem Vichy-Regime ein Verfolger der Résistance und einer der Hauptverantwortlichen in der Beihilfe der französischen Kollaboration zum Holocaust im Rafle du Vélodrome d’Hiver, war ab dem 18. Mai 1945 in Fresnes in inhaftiert. Auch minderschwere Fälle, wie die Schauspielerin Mireille Balin, kamen in das Gefängnis.
Später war der internationale Terrorist Ilich Ramírez Sánchez („Carlos“) von 2004 bis 2006 in Fresnes inhaftiert.

### Gefängniskrankenhaus EPSNF
Auf dem Gelände des Gefängniskomplexes befindet sich auch das von den beiden Vollzugsanstalten für Frauen und Männer unabhängige Gefängniskrankenhaus Établissement Public de Santé National de Fresnes (EPSNF). Es ging hervor aus der zentralen Krankenstation (Infirmerie centrale) der Gefängnisse im Département Seine, das 1897 vom Pariser Gefängnis La Santé in die neu erbaute Anlage von Fresnes transferiert worden war. Nach einer baulichen Erweiterung im Jahr 1965 verfügte die Einrichtung in den 1980er Jahren über 216 Betten.
Im Jahr 1983 wurde sie auf Veranlassung des damaligen Justizministers Robert Badinter in Établissement Hospitalier Public National de Fresnes umbenannt und grundlegend reformiert. Insbesondere wurden Ärzte und Pflegepersonal, die bis dahin dem Justizministerium unterstanden hatten, dessen Hierarchie entzogen und den Strukturen des öffentlichen Gesundheitswesens unterstellt. Ebenso wurden die bis dahin in der Krankenpflege tätigen Nonnen durch staatlich geprüfte Krankenschwestern ersetzt.
Mit einer Gesetzesänderung 1994 wurde das Krankenhaus in Établissement Public de Santé National de Fresnes umbenannt. Das EPSNF ist in Frankreich die einzige Einrichtung, für die sich Gesundheits- und Justizministerium die Verantwortung teilen.

## Darstellung im Film
Das Gefängnis war Schauplatz im Actionfilm Farang – Schatten der Unterwelt aus dem Jahr 2023.